# Sera Kutlubey
Sera Kutlubey (Ankara, 24 ottobre 1997) è un'attrice turca.

## Biografia
Sera Kutlubey è nata il 24 ottobre 1997 a Ankara. Ha completato la sua formazione presso il Dipartimento di Teatro dell'Università di Haliç. Ha avuto la sua prima esperienza di attore nella serie Kehribar nel 2016, e poi ha avuto un ruolo nella serie TV Babam ve Ailesi. Ha interpretato il personaggio di Seher nella serie TV İsimsizler . Ha ricevuto grandi consensi con il personaggio di Cemre nella serie TV Zalim İstanbul. Ora interpreta il personaggio di Damla nella serie İyilik.

## Filmografia

### Televisione
- Kehribar – serie TV, (2016)
- Babam ve Ailkesi – serie TV, (2016)
- İsimsizler  – serie TV, (2017)
- Zalim İstanbul  – serie TV, (2019)
- Hercai - Amore e vendetta – serie TV, (2019)
- İyilik - serie TV, (2022)
- Io sono Farah - serie TV, (2023)